# Saint-Privat-de-Champclos
Saint-Privat-de-Champclos là một xã trong vùng Occitanie. Xã Saint-Privat-de-Champclos nằm ở khu vực có độ cao trung bình 250 mét trên mực nước biển.